# Иванов, Сергей Иванович (майор)
Сергей Иванович Иванов (1905-1993) — майор Рабоче-крестьянской Красной Армии, участник Великой Отечественной войны, Герой Советского Союза (1945).

## Биография
Сергей Иванов родился 3 октября 1905 года в Риге. В 1931 году окончил совпартшколу в Великих Луках, в 1940 году — три курса Промышленной академии, после чего работал заведующим курсов мастеров ленинградского завода «Арсенал». В июне 1941 года Иванов был призван на службу в Рабоче-крестьянскую Красную Армию. С августа того же года — на фронтах Великой Отечественной войны. В 1944 году Иванов окончил курсы усовершенствования офицерского состава. К апрелю 1945 года майор Сергей Иванов командовал батальоном 252-го стрелкового полка 70-й стрелковой дивизии 43-й армии 3-го Белорусского фронта. Отличился во время боёв в Восточной Пруссии.
16 апреля 1945 года Иванов организовал атаку своего батальона к востоку от города Фишхаузен (ныне — Приморск Калининградской области) и взял в окружение крупную группировку противника. Благодаря этой операции в плен попало около тысячи немецких солдат и офицеров.
Указом Президиума Верховного Совета СССР от 29 июня 1945 года майор Сергей Иванов был удостоен высокого звания Героя Советского Союза с вручением ордена Ленина и медали «Золотая Звезда».
В 1945 году Иванов был уволен в запас. Проживал в Ленинграде, продолжал работать на заводе «Арсенал». В 1970 году вышел на пенсию. Умер 23 декабря 1993 года.

Могила на Серафимовском кладбище

Похоронен на Серафимовском кладбище Санкт-Петербурга (4 уч.).
Был также награждён двумя орденами Красного Знамени, орденом Отечественной войны 1-й степени и рядом медалей.